# 沼津中央高等學校
沼津中央高等學校（日语：／ Numazu Chūō Kōtō Gakkō）是日本靜岡縣沼津市的私立高等學校。

## 歷史
1924年，「沼津精華女學校」設立。1926年，「沼津精華高等女學校」開設。1944年，沼津精華學園設立。1948年，應學制改革改稱「沼津精華高等學校」。1994年，改稱「沼津中央高等學校」，變為男女共學。

## 外部連結
- 官方网站